# Cuisine vénézuélienne
La cuisine vénézuélienne tire ses origines de plusieurs traditions culinaires, notamment les cuisines espagnole, italienne, française, plusieurs cuisines africaines et la cuisine des peuples indigènes de la région.

## Spécialités notables

### Entrées
- Les hervidos, soupes aux légumes et à la viande de poulet, bœuf ou poisson selon la région.
- Chupe chipi-chipi, soupe aux palourdes.
- Chupe sancocho, soupe à base de poisson.

### Plats
Au Venezuela, il est courant de consommer des plats préparés avec du poisson salé ou chigüire (capibara). Lors de la Semana Santa (Semaine Sainte), la tarte au morrocoy est également consommée, mais cela est moins courant. À la période de Noël, la table de Noël comprend généralement des hallacas, des bollos, du porc pernil, du pan de jamón, du pavo relleno, de la ensalada de gallina et du dulce de lechosa, des higos, des icacos, de la toronja, du merey (marañón), entre autres.
Le Venezuela est le deuxième plus grand consommateur de pâtes au monde, juste derrière l'Italie. Les spaghettis (bien que non indigènes) sont actuellement considérés comme un plat fondamental dans le régime alimentaire des Vénézuéliens. Mais dans ce pays, il est très courant de l'assaisonner avec du ketchup, de la mayonnaise ou de la sauce rose mélangée à de la sauce bolognaise.
Il convient de mentionner qu'au Venezuela, on consomme également ce que l'on appelle la restauration rapide, principalement sous la forme de hamburgers (non seulement des célèbres franchises telles que Burger King, McDonald's, etc., mais aussi dans des magasins appelés « rues de la faim »), caractérisés par la présence d'oignons coupés en petits morceaux, de pommes de terre râpées frites, de choux et de carottes râpés, ainsi que de laitue, de tomates et d'œufs au plat.  Les hot-dogs (qui ont leur propre variante et qui, dans certains endroits, sont communément appelés asquerosito) et les pepitos. Bien qu'il soit également possible de les fabriquer à la maison.

### Déjeuner
- Arepas : galettes à la farine de maïs, grillées ou frites, garnies de bœuf, fromage, jambon, œuf, salade…
- Cachapa : galettes de maïs avec fromage frais.
- Tequeños : beignets frits au fromage.
- Tostadas : sandwiches au fromage fondu, viande épicée, poulet, salade ou charcuterie.

### Repas

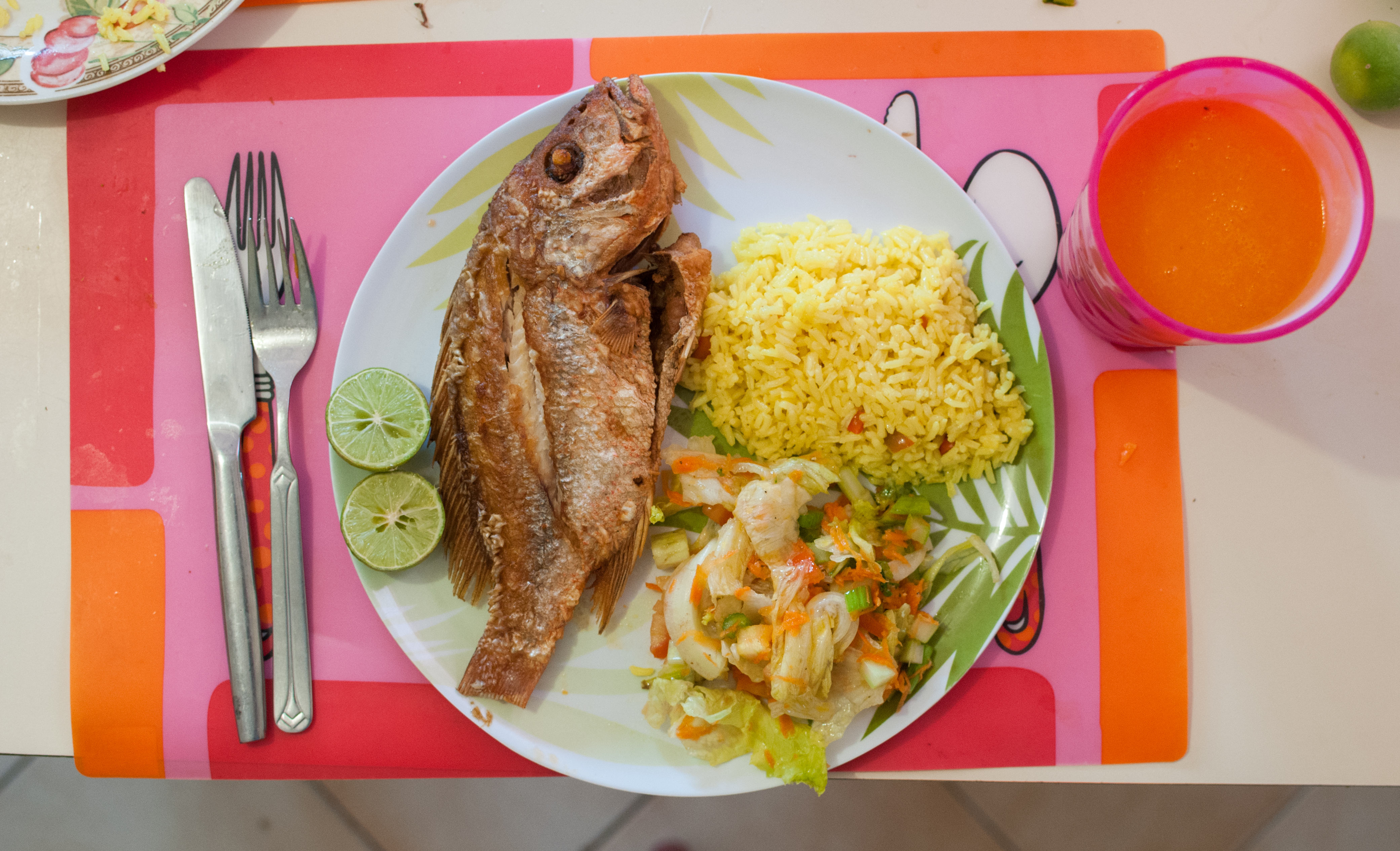
Plat de pescado frito.

- Arroz con pollo : riz avec poulet et légumes.
- Asado negro : bœuf rôti à la sauce de sucre de canne.
- Carne molida : viande hachée.
- Chivo en salsa de coco : chevreau au sauce de coco.
- Carne en vara : technique vénézuélienne consistant à exposer des morceaux de viande entiers directement à la chaleur pour une cuisson lente.
- Ensalada de gallina : carottes, pommes de terre et poule avec mayonnaise.
- Higado encebollado : foie aux oignons.
- Polvorosa de pollo : tarte au poulet.
- Pastel de chucho : tarte de bananes plantains à la raie.
- Pescado frito : poisson frit.
- Hallacas : spécialités de Noël, à base de farine de maïs, d’olives, de viande, cochon et poulet, dans des feuilles de bananier.
- Pabellón criollo : viande mijotée, bananes plantains frites, haricots noirs et riz.
- Parrilla criolla : bœuf mariné grillé au barbecue.
- Pisillo de chigüire : capybara mijoté.
- Pan de jamón : roulés au jambon, olives et raisins secs.

### Accompagnements
- Ensalada mixta : avocat, tomate, cœur de palmier, oignon et concombre avec huile d'olive et vinaigre.
- Guasacaca : sauce d'avocat et coriandre à l'ail.
- Manioc : en sauce, frit, bouilli.
- Platano al horno : bananes plantains au four avec du fromage llanero râpé.
- Pure de papas : purée de pommes de terre.
- Arroz blanco : riz blanc.
- Tajadas : bananes plantains frites.
- Vegetales al vapor : légumes à la vapeur.

### Desserts
- Besitos de coco : bisous de coco.
- Buñuelos de yuca : beignets de manioc frits au sirop.
- Quesillo : flan.
- Jalea de mango : gelée de mangue.
- Arroz con leche : riz au lait.
- Arroz con coco : riz au coco
- Torta negra : gâteau noir.
- Torta de zanahorias : gâteau de carotte.
- Torta de pan : gâteau à la chapelure.

### Boissons
- Cocada : boisson de coco, du lait et sucre.
- Chicha : boisson au riz, avec du lait, cannelle et lait condensé.
- Merengada : boisson aux fruits mixés avec glaçons, du lait et beaucoup de sucre.
- Ponche crema : boisson alcoolique avec du lait, des œufs, du rhum et du sucre.
- Papelon con limon : boisson à la canne à sucre avec du citron.
- Tizana : mélange de fruits coupés en petits morceaux avec le jus d'une orange.

## Distinctions
Le livre Cocina Extra-Ordinaria, de la chef Helena Ibarra, a été récompensé en 2012 par le prix du meilleur livre du monde dans la catégorie des femmes chefs par les Gourmand Cookbook Awards. D'autre part, la chocolatière et entrepreneuse vénézuélienne María Fernanda di Giacobbe a remporté la première édition du Basque Culinary World Prize en 2016. Un prix pour les chefs aux initiatives transformatrices promu par le Basque Culinary Center et le gouvernement basque, dans le cadre de la stratégie Euskadi-Pays basque. Le jury a reconnu leur performance dans l'élaboration gastronomique utilisant le cacao criollo comme source d'identité, de culture et de richesse économique.
Le cacao vénézuélien bénéficie d'une appellation d'origine contrôlée et a été classé meilleur au monde lors de la conférence mondiale sur le cacao de 2016 qui s'est tenue à Punta Cana (à l'Est de la République dominicaine). Lors de cette conférence, il a été une nouvelle fois confirmé que le Venezuela possède le meilleur cacao du monde et la réintégration du pays dans l'Organisation intégrée du cacao (ICCO) a été officialisée. Le Venezuela détient également trois records Guinness du monde pour avoir fabriqué la pièce de monnaie en chocolat la plus grande et la plus lourde du monde, la plus grande dégustation de chocolat du monde et la plus grande mosaïque de barres de chocolat du monde, toutes fabriquées avec du cacao vénézuélien à 100 %.
Comme le cacao vénézuélien, le rhum vénézuélien bénéficie d'une appellation d'origine contrôlée et est classé parmi les meilleurs du monde. 

## Galerie

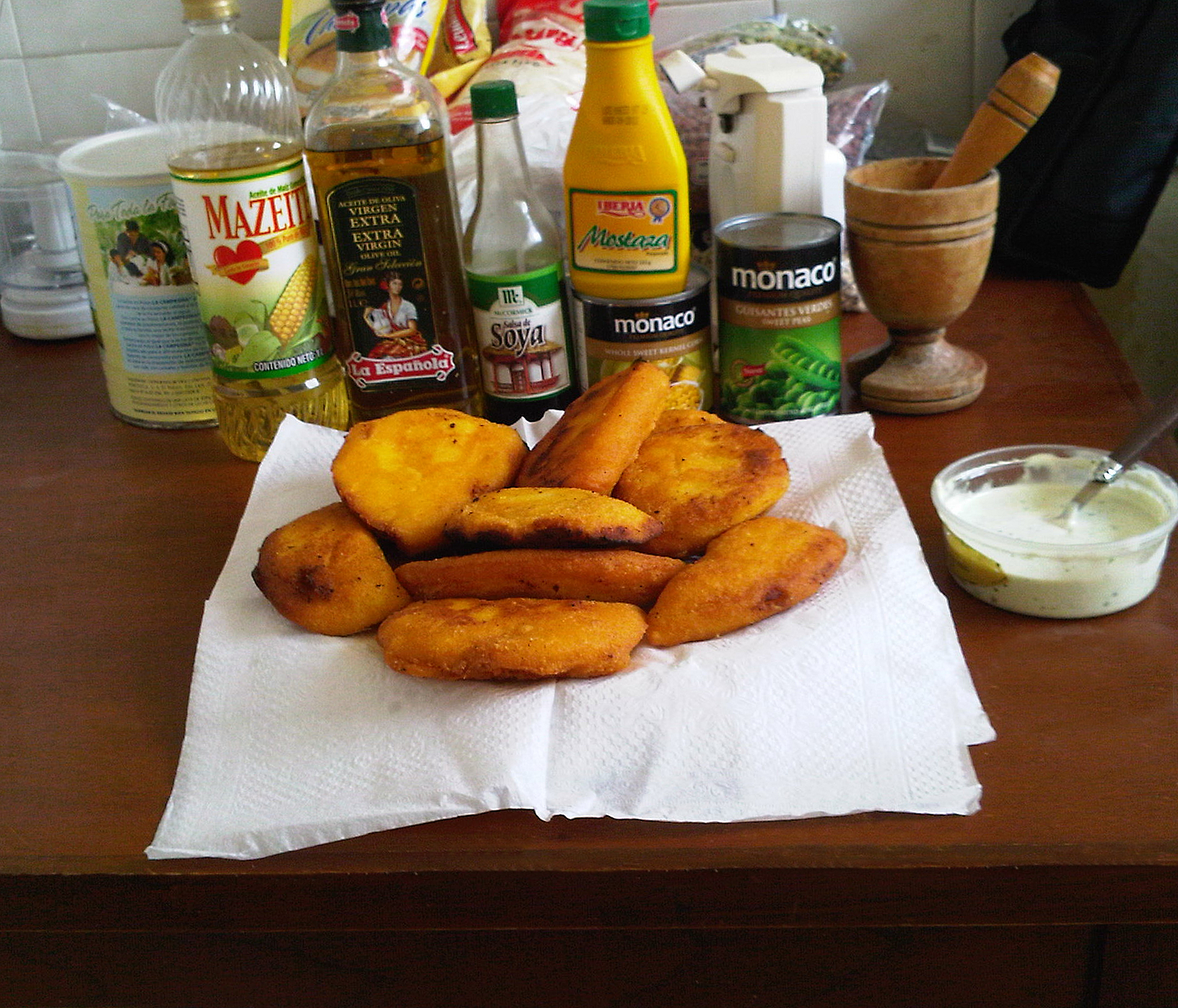
Empanadas fait maison.
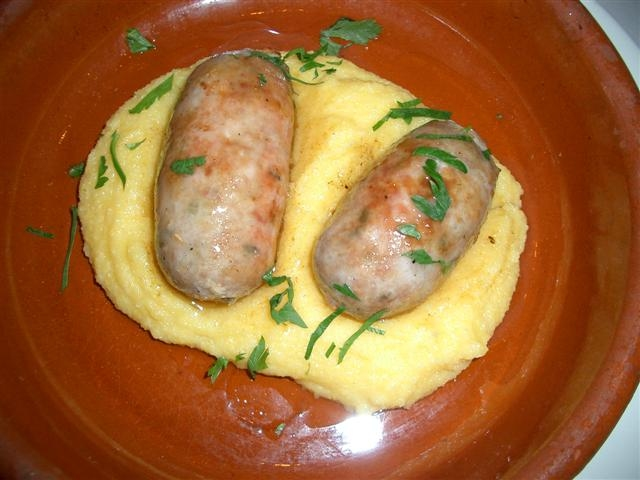
Polenta avec des saucisses.
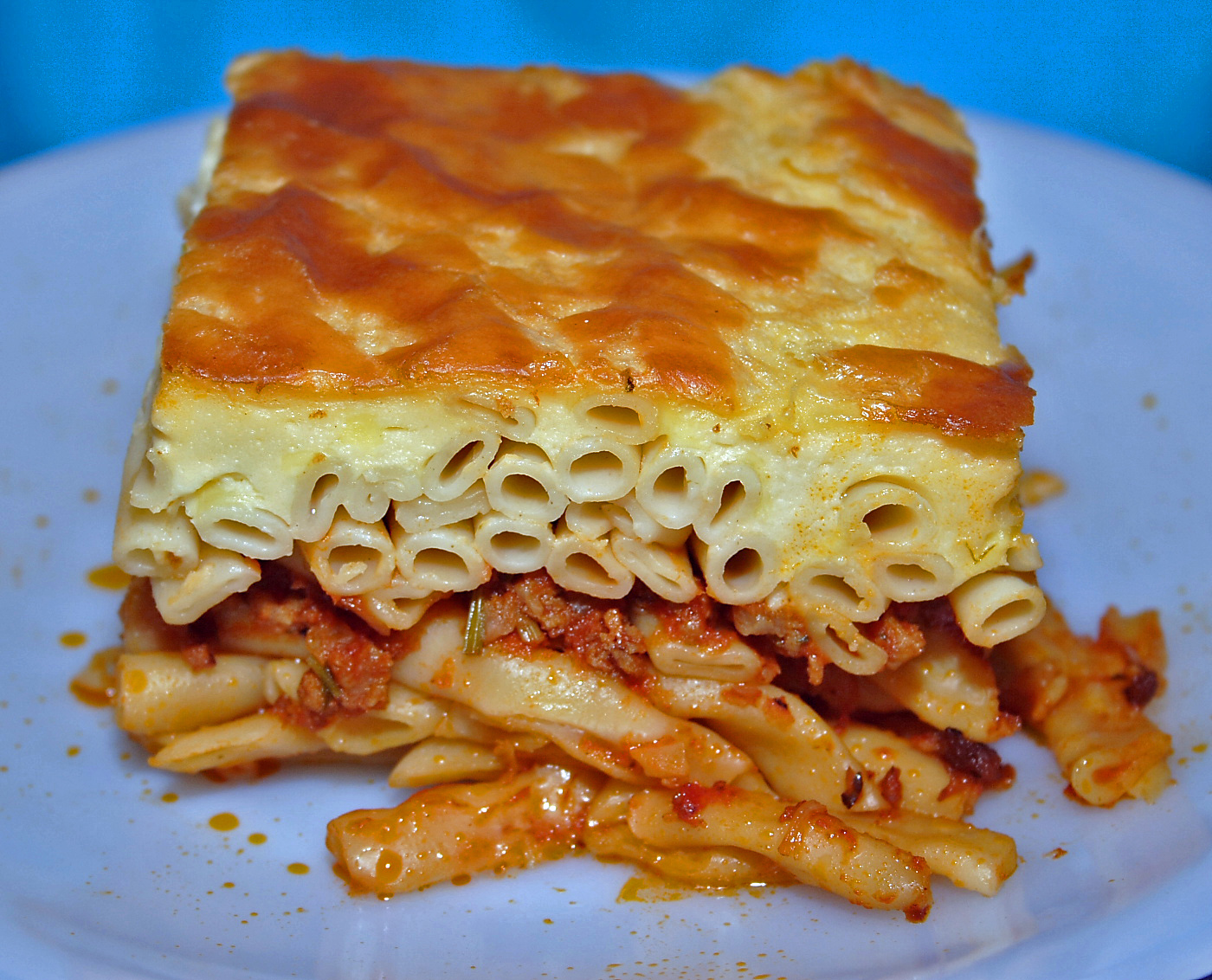
Pastítsio.
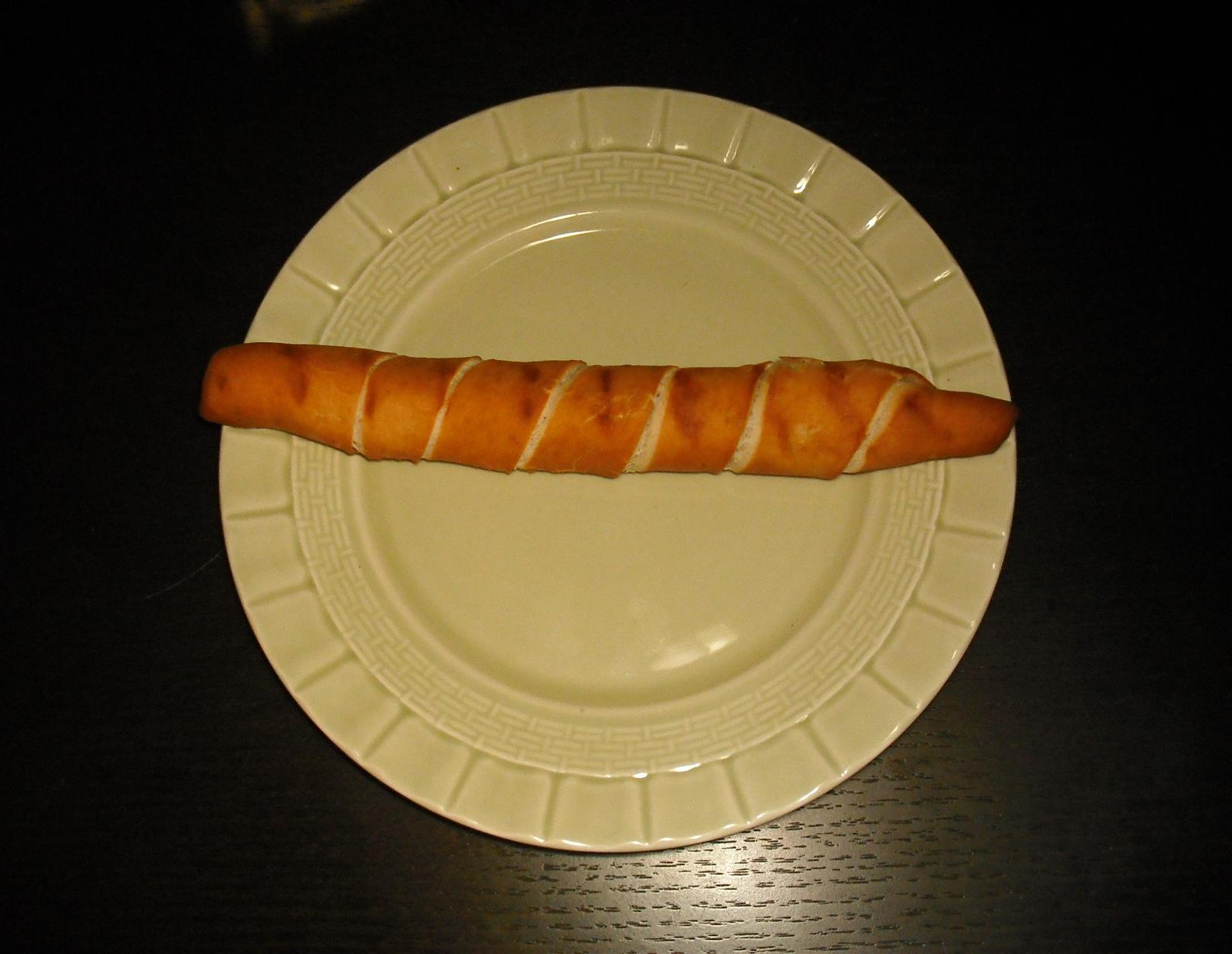
Un tequeño est préparé avec une pâte à pain et du queso blanco (fromage blanc) au milieu.
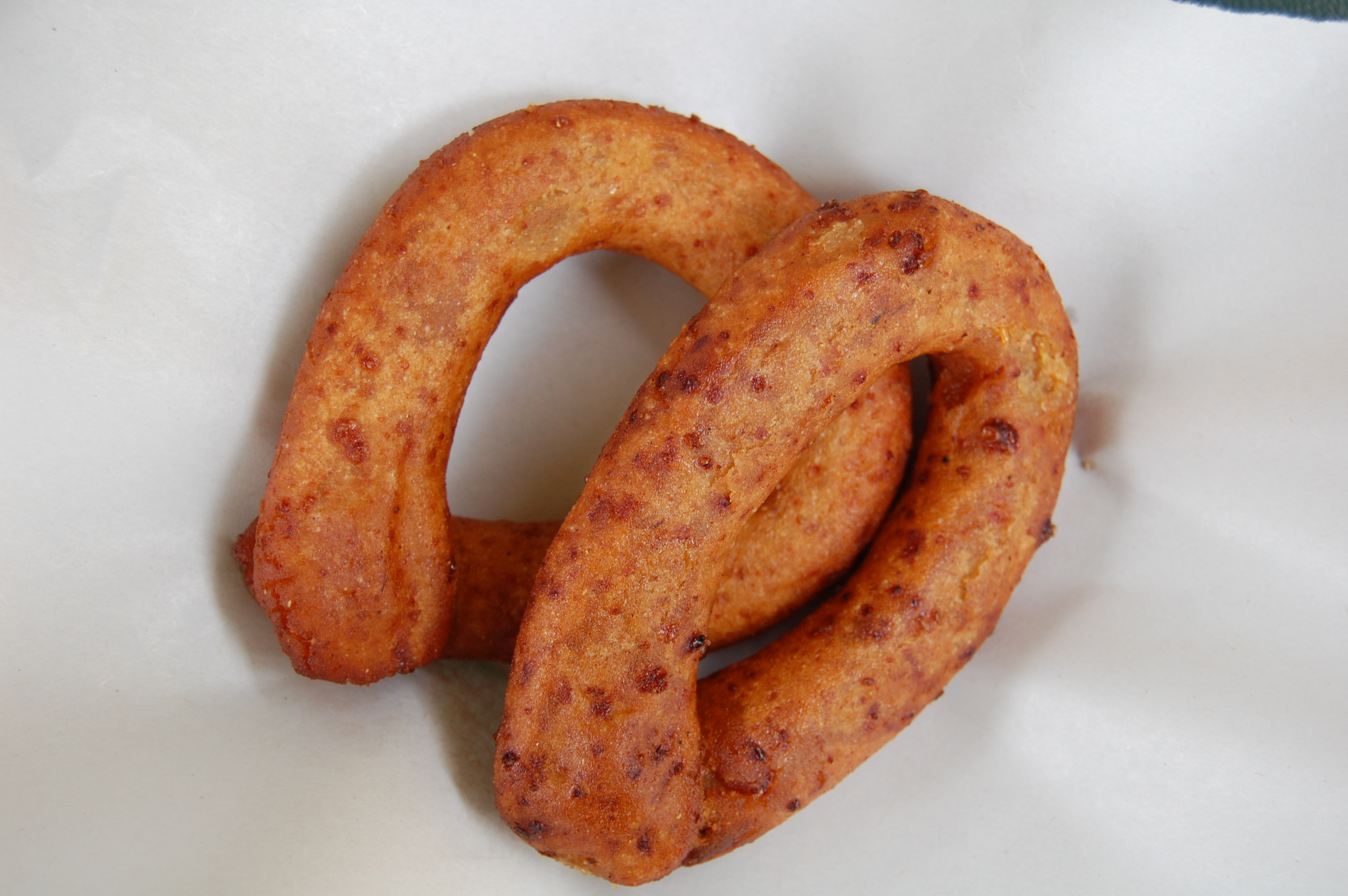
Les mandocas sont des bretzels vénézuéliens frits, faits à partir de farine de maïs, souvent servis chaud avec du beurre et du fromage.
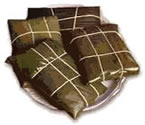
Les hallacas sont généralement un mélange de bœuf, de porc, de poulet, de câpres, de raisins et d'olives ; ils sont enveloppés dans la pâte de maïs (farine de maïs), liés avec de la ficelle dans des feuilles de plantain, et ensuite bouillis ou cuits à la vapeur.
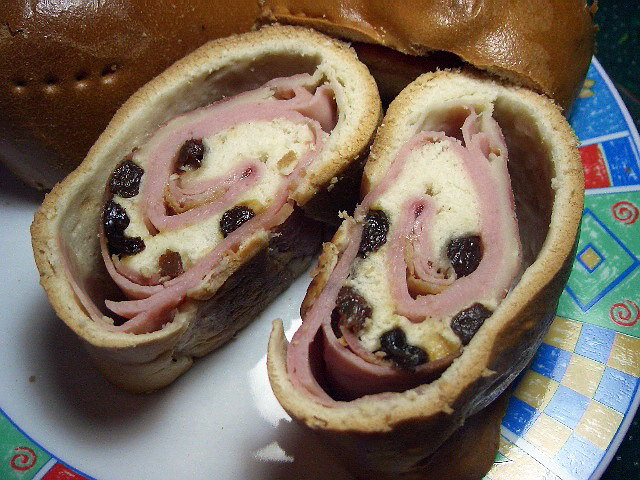
Pain de jambon, une spécialité de Noël.